# Бреша (провинция)
Бреша (на италиански: Provincia di Brescia) е провинция в Италия, в региона Ломбардия.
Площта ѝ е 4783 км², а населението – около 1 205 000 души (2007). Провинцията включва 205 общини, административен център е град Бреша.

## Административно деление
Провинцията се състои от 205 общини:
- Бреша
- Адзано Мела
- Адро
- Акуафреда
- Алфианело
- Анголо Терме
- Анфо
- Аньозине
- Артоние
- Баголино
- Баньоло Мела
- Барбарига
- Барге
- Басано Брешано
- Бедидзоле
- Берлинго
- Берцо Демо
- Берцо Иифериоре
- Биено
- Бионе
- Бовеньо
- Бовецо
- Борго Сан Джакомо
- Боргосатоло
- Борно
- Ботичино
- Брандико
- Браоне
- Брено
- Брионе
- Валвестино
- Валио Терме
- Веролавекия
- Веролануова
- Вестоне
- Веца д'Ольо
- Визано
- Вила Карчина
- Вилакиара
- Вилануова сул Клизи
- Вионе
- Вобарно
- Гавардо
- Гамбара
- Гардоне Вал Тромпия
- Гардоне Ривиера
- Гарняно
- Геди
- Готоленго
- Гусаго
- Дарфо Боарио Терме
- Дезенцано дел Гарда
- Дело
- Джанико
- Дзоне
- Едоло
- Езине
- Ербуско
- Идро
- Изео
- Изорела
- Инкудине
- Ирма
- Каино
- Калваджезе дела Ривиера
- Калвизано
- Калчинато
- Капо ди Понте
- Каповале
- Каприано дел Коле
- Каприоло
- Карпенедоло
- Кастел Мела
- Кастелковати
- Кастенедоло
- Кастенято
- Касто
- Кастредзато
- Кацаго Сан Мартино
- Киари
- Кокальо
- Колебеато
- Колио
- Колоние
- Комедзано-Чидзаго
- Кончезио
- Корте Франка
- Кортено Голджи
- Корцано
- Куинцано д'Ольо
- Лавеноне
- Лено
- Лимоне сул Гарда
- Лограто
- Лодрино
- Лозине
- Лонато дел Гарда
- Лонгена
- Лоцио
- Лумедзане
- Магаза
- Майрано
- Маклодио
- Маленьо
- Малоно
- Манерба дел Гарда
- Манербио
- Маркено
- Марментино
- Мароне
- Мацано
- Милцано
- Монига дел Гарда
- Моно
- Монте Изола
- Монтикиари
- Монтироне
- Монтичели Брузати
- Мура
- Мусколине
- Наве
- Ниардо
- Нуволенто
- Нуволера
- Одоло
- Оме
- Оно Сан Пиетро
- Орцинуови
- Орцивеки
- Оспиталето
- Осимо
- Офлага
- Павоне дел Мела
- Паденге сул Гарда
- Падерно Франчакорта
- Паиско Ловено
- Пайтоне
- Палацоло сул'Ольо
- Паратико
- Пасирано
- Паспардо
- Пертика Алта
- Пертика Баса
- Педзадзе
- Пиан Камуно
- Пианконьо
- Пизоние
- Полавено
- Полпенаце дел Гарда
- Помпиано
- Понкарале
- Понте ди Леньо
- Понтевико
- Понтольо
- Поцоленго
- Пралбоино
- Превале
- Презелие
- Провальо Вал Сабия
- Провальо д'Изео
- Пуеняго дел Гарда
- Редзато
- Ремедело
- Ровато
- Роденго-Саяно
- Рое Волчано
- Рокафранка
- Ронкаделе
- Рудиано
- Сабио Киезе
- Савиоре дел'Адамело
- Сале Маразино
- Сало
- Сан Джервазио Брешано
- Сан Дзено Навильо
- Сан Паоло
- Сан Феличе дел Бенако
- Сарецо
- Селеро
- Сенига
- Серле
- Сирмионе
- Сонико
- Сояно дел Лаго
- Сулцано
- Таверноле сул Мела
- Тему
- Тиняле
- Торболе Казаля
- Тосколано-Мадерно
- Травалято
- Тревизо Брешано
- Тремозине сул Гарда
- Тренцано
- Ураго д'Ольо
- Фиесе
- Флеро
- Чево
- Чедеголо
- Челатика
- Червено
- Чето
- Чивидате Камуно
- Чиголе
- Чимберго